# Краски (Тверская область)
Краски — русская деревня в Селижаровском районе Тверской области. Относится к Захаровскому сельскому поселению.
Расположена в 11 километрах к югу от районного центра Селижарово, на автодороге «Селижарово — Оковцы». Находится на Валдайской возвышенности, в верховье реки Коча.
Население по переписи 2002 года — 34 человека, 17 мужчин и 17 женщин.

## История
По данным 1859 года казённая деревня Краски Осташковского уезда, на Бельском тракте, 56 вёрст от Осташкова, 19 дворов, 117 жителей. Во второй половине XIX — начале XX века деревня Краски относилось к Оковецкой волости, Талицкому приходу Осташковского уезда Тверской губернии. В 1889 году в деревне 30 дворов, 166 жителей; почва вокруг песчаная с камнем; дети, за дальностью школы, не обучаются; промыслы отхожие: плотники, пилка и гонка леса.
В 1940 году в деревне 48 дворов, она центр Красковского сельсовета Кировского района Калининской области. Во время Великой Отечественной войны оккупирована в октябре 1941 года, освобождена в январе 1942 года. На войне погибли 27 уроженцев деревни.
В 1970-80-е годы в деревне бригада колхоза им. Калинина.
В 1997 году — 19 хозяйств, 49 жителей.